# Chapelle Sainte-Marguerite de Saint-Dalmas-le-Selvage
La chapelle Sainte-Marguerite est une chapelle située sur la commune de Saint-Dalmas-le-Selvage, dans les Alpes-Maritimes, France.

## Situation
La chapelle se trouve dans le village de Saint-Dalmas-le-Selvage.

## Historique
Cette chapelle remonte à la seconde moitié du XVe siècle.
Le chevet a été orné vers 1480-1490 de fresques représentant la Vierge en majesté, redécouvertes en 1996. Luc Thévenon propose de les attribuer à Giovanni Baleison, peintre piémontais qui a été actif entre Ligurie et Comté de Nice à la fin du XVe siècle.
Au début du XVIIe siècle elle fut légèrement remaniée pour devenir le siège de la confrérie locale des Pénitents blancs. Elle abrite encore le mobilier de la confrérie.
Elle possède un retable en bois sculpté orné de colonnes torses surmonté d'un fronton et d'angelots présentant les instruments de la Passion de Jésus. Au centre, une peinture de Pierre Puons représentant la Crucifixion avec la Vierge, saint Pierre et des saints locaux, saint Erige et sainte Marguerite devant deux pénitents blancs. On peut trouver une belle statue en bois polychrome de sainte Marguerite mains jointes sortant du dragon datant de la seconde moitié du XVIIe siècle, restaurée au XIXe siècle. Le culte de sainte Marguerite était très vivace en Provence.

## Classement
La chapelle Sainte-Marguerite fait l'objet d'un classement au titre des monuments historiques depuis le 20 janvier 2000.